# Єланський район
Єланський муніципальний район — муніципальне утворення у Волгоградській області.
Адміністративний центр — селище міського типу Єлань.

## Географія
Єланський район розташований у північній частині Волгоградської області.